# 가미노키 정류장
가미노키 정류장(일본어: 神ノ木停留場, かみのきていりゅうじょう)은 일본 오사카부 오사카시 스미요시구에 있는 한카이 전기 궤도 우에마치 선의 정류장이다. 역 번호는 HN09이다.

## 역사
- 1900년 11월 29일: 오사카 마차 철도의 종단 정거장으로 영업 개시. 개통 당시의 정류장명은 우에스미요시였음.
- 1907년
  - 3월 29일: 사명 변경으로 오사카 전차 철도의 정거장이 됨.
  - 10월 29일: 사명 변경으로 나니와 전차 궤도의 정거장이 됨.
- 1908년 2월 1일: 전철화 공사로 인하여 일단 폐지됨.
- 1909년 12월 24일: 나니와 전차 궤도가 난카이 철도에 합병되어 난카이 철도 우에마치 선의 정류장이 됨.
- 1910년 10월 1일: 덴노지 ~ 스미요시진자마에(현, 스미요시) 구간에서 전철에 의한 영업 운전 개시와 동시에 여객 영업 재개.
- 1944년 6월 1일: 회사 합병에 의하여 긴키 닛폰 철도의 역이 됨.
- 1947년 6월 1일: 회사 분리로 인한 난카이 전기철도의 역이 됨.
- 1980년 12월 1일: 난카이 전기철도의 분사로 한카이 전기 궤도의 역이 됨.

## 역 구조
상대식 승강장 2면 2선의 구조이다. 난카이 고야 선을 초과 통과한 축제 상에 플랫폼이 있고 플랫폼 동쪽에 붙어 있는 계단으로 올라가면 환승이 가능하다. 상하행선 플랫폼에 모두 역사가 있다.

### 승강장
| 상행 | ■ 우에마치 선 | 덴노지 역앞 방면                                        | 덴노지 역앞 행                 |
| 하행 | ■ 우에마치 선 | 스미요시・아비코미치・하마데라 역앞 방면 한카이 선 직통 | 아비코미치 행 하마데라 역앞 행 |

## 역 주변
- 난카이 고야 선 스미요시히가시 역
  - 다만, 난카이 고야 선의 하행 방면으로의 환승은 우에마치 선의 역이 고야 선의 서쪽 제방 상에 있어서 스미요시히가시 역은 개찰 내에서 승강장으로 이동하는 것은 불가능한 구조이다.
  - 고야 선을 건너는 건널목은 열리지 않는 건널목의 상태가 되는 시간대도 있다(다만, 선로를 빠져나갈 수 있는 지하도가 존재한다).
  - 스미요시히가시 역 1번 승강장의 개찰구는 우에마치 선의 경우 반대쪽의 고야 방향에 있다.
- 오사카 스미요시초 우체국
- 스미요시 가미노키 우체국
- 오사카 시립 스미요시 초등학교

## 사진

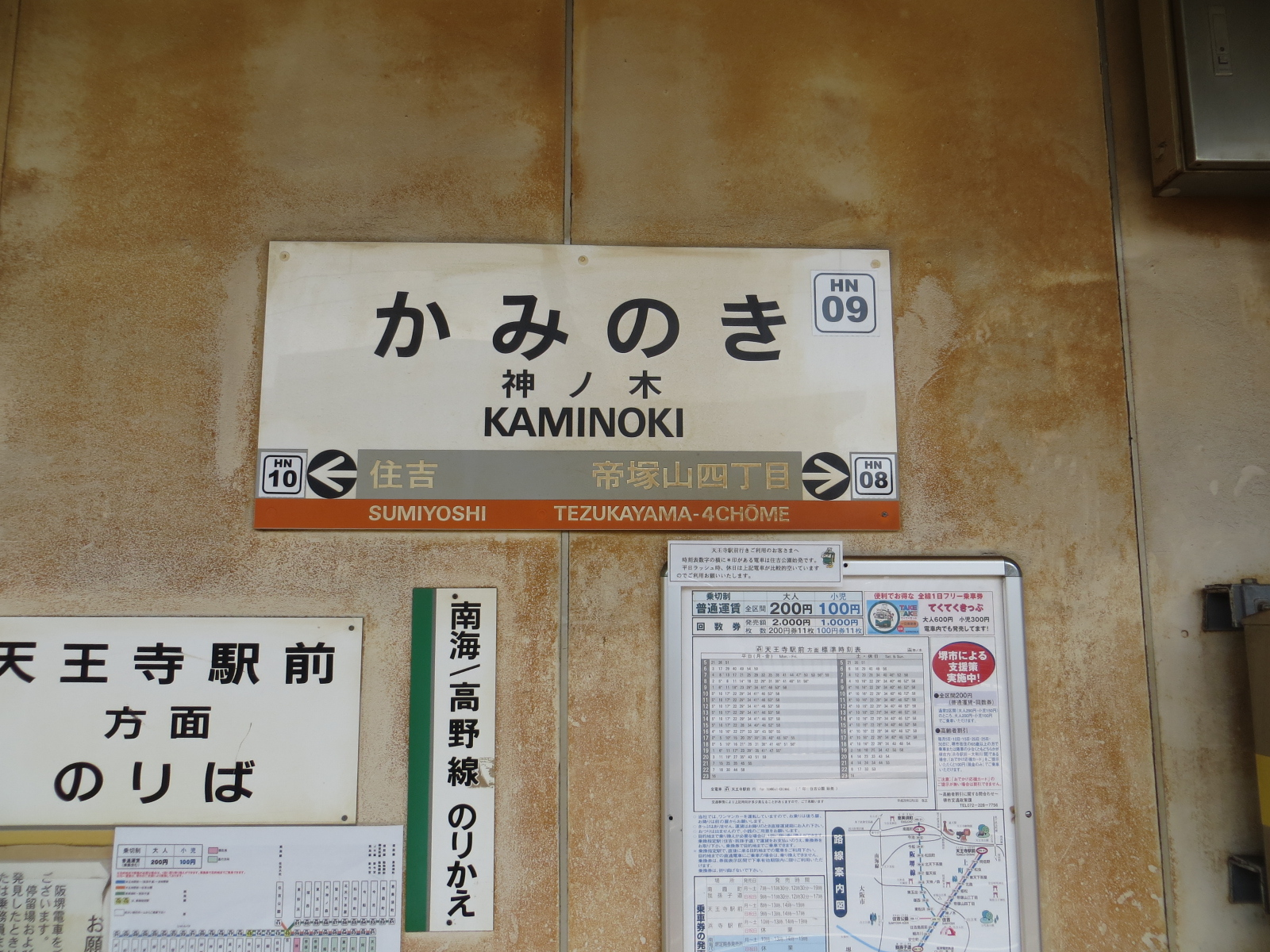
역명판

## 인접역
| 한카이 전기 궤도 ■ 우에마치 선         | 한카이 전기 궤도 ■ 우에마치 선 | 한카이 전기 궤도 ■ 우에마치 선 |
| -------------------------------------- | ------------------------------ | ------------------------------ |
| HN08 데즈카야마 4초메 덴노지 역앞 방면 |                                | 스미요시 HN10 스미요시 방면    |